# گئورگی دروزد
گئورگی دروزد (اوکراینی: Георгій Іванович Дрозд؛ ۲۸ مهٔ ۱۹۴۱ – ۱۰ مهٔ ۲۰۱۵) بازیگر اهل اوکراین بود.